# انس اونال
انس اونال (ترکی استانبولی: Enes Ünal؛ زادهٔ ۱۰ مهٔ ۱۹۹۷) بازیکن فوتبال اهل ترکیه است که در پست مهاجم به شکل قرضی از ویارئال برای وایادولید در لا لیگا بازی می‌کند.

## باشگاهی
از باشگاه‌هایی که در آن بازی کرده‌است می‌توان به بورسااسپور، منچستر سیتی، توئنته، خنک، ویارئال، لوانته و وایادولید اشاره کرد.

## تیم ملی
وی همچنین در تیم ملی فوتبال ترکیه بازی کرده‌است.